# Македонска народна кола
Македонска народна кола имају веома важно место у македонском фолклору и музичкој традицији. Термини коло и оро су синоними, а основно значење термина коло је циркулус као обруч, круг, док термин хоро или оро потиче од грчке речи хорос (χορός [khorós]), што значи скуп људи, игранка, игра који се осим у Македонији, користи и у јужним, југоисточним крајевима Србије, у Бугарској и деловима Црне Горе.
У зависности од стила, кореографије и обичаја везаних за њих, македонска кола се могу поделити у пет регионалних група: западна, југозападна, јужна, северна и источна.
Македонска кола су бројна и разноврсна. Њихова имена потичу од топонима, личних имена, заната, животиња, инструмената, врсте игре, начина држања и обичаја.
Кола се обично играју уочи верских празника (Божић, Богојављење, Ускрс, Ђурђевдан, Спасовдан, Петровдан), државних празника, венчања, обично посред села, испред цркве, школе или куће.

## Карактеристике
Постоје затворена и отворена кола, а играчи се држе за руке, рамена, појас, под руке или играју са спуштеним рукама. Сви играчи играју на исти начин изузев коловође или последњег играча у колу који може изводити додатне кораке и покрете. Кола се се обично играју и увијају удесно, но има и оних који иду улево.
Кола се изводе уз пратњу народних инструмената као што су гајде, зурла, тапан, кавал, тарабука, ут, даире. За градску средину типине су виолине, кларинети, ут, лауте, канони и тамбуре.
Македонска кола обилују кореографским покретима, као што су полуокрет, чучањ, одскок, скакање, дрмусање, укрштени корак, трзање колена и још много тога. 
У многим колима долази до промене ритма и то обично од спорог ка брзом.
Најчешћи ритмови су: 2/4 и 7/6 (3,2,2), (3/4, 3/8, 4/4, 6/8, 5/16 (2,3), 7/16 (2, 2,3), 8/16 (3,2,3), 9/16 (3,2,2,2), (2,3,2,2), 11/16 (2,2,3), 2,2) и (3,2,2,2,2), 122/16 (3,2,2,2,3), 13/16 (3,2,3,2,3), 18/16 (2,2,3,2,2,2,3) и 22/16 (2,2,3,2,2,3,2,2,2).
Када је реч о трајању кола, то углавном није одређено и често се игра док се играчи или свирачи не уморе.
Забележени су и случајеви играња без музике или песме. Оваква кола личе на Глува ора или Нема кола, где би се током игре узвикивало „оп, оп, оп“, при чему се играорци одн. плесачи држе најчешће за раме.

## Обичаји везани за кола
- У Македонији је традиционално постојала забрана женама да играју у коло без мужевљеве дозволе. Жена би могла да игра само са ближом родбином, а са непознатима или даљом родбином, могла је да игра само ако би држала марамче.[4]
- Када би се ишло по невесту у цркву, свирачи би престали са свирањем двадесетак корака испред цркве.[4]
- У Струмици Русалци играју по 12 дана, од Божића до Богојављења, скупљајући новац и поклоне за школске и друге хуманитарне сврхе.[5]
- У Штипу и Кочанима било је уобичајено да у понедељак после венчања певају песме, а жене обучене у мушку одећу, стављале су бели лук и паприке око врата, црниле лице и плесале и певале у кућама кума, девера и других рођака.[6]

## Врсте кола
| - Адана (оро) - Арамиско оро - Арнаутско оро - Баба Ђурђа оро - Бајраче - Баро бијав - Беранче (мушко оро) - Беровка - Буфчанско оро - Велгошко оро - Влаина оро - Влечено оро - Воденско - Гајдарско оро - Глувонемо оро - Грбач оро - Драчевка - Дуде Дрне оро - Ибраим оџа оро - Јени јол оро - Кавадарка оро - Калајџиско оро - Комитско оро - Копачка - Крстачко оро - Охридска деветорка оро - Оро мушко за раме - Лесното оро - Лисолај оро - Малешевка - Орото почна - Осоговка - Пајдушко | - Пембе оро - Повратено оро - Поступано оро - Потрчано - Потрчулка - Рамното оро - Ратевка - Русалии - Русинско оро - Ситното оро - Скудринка - Старо оро - Старското оро - Тешкото - Тиквешко - Тресеница оро - Тоска - Тропнало оро - Циганче оро - Циганчица - Црногорка - Црпи вода, Јано - Чамче - Четворка оро - Чалгиско оро - Шаваро оро - Ширто оро - Шопка - Шопското оро - Штипско девојче |